# Max-Planck-Institut für Ornithologie
Das Max-Planck-Institut für Ornithologie war eine außeruniversitäre Forschungseinrichtung der Max-Planck-Gesellschaft mit Sitz im Pöckinger Ortsteil Seewiesen in Oberbayern. Es bestand von 2004 bis 2022 und ging zum 1. Januar 2023 im neu gegründeten Max-Planck-Institut für biologische Intelligenz auf.
Das Institut betrieb in erster Linie Grundlagenforschung auf dem Gebiet der Organismischen Biologie, Zoologie, Ornithologie, Neurobiologie, Verhaltensökologie, Evolutionsbiologie und der Evolutionären Genetik.

## Geschichte
Die Geschichte der Vogelwarte Radolfzell geht zurück auf die im Jahr 1901 von der Deutschen Ornithologischen Gesellschaft unter Johannes Thienemann gegründete Vogelwarte Rossitten im damaligen Ostpreußen (heute Vogelwarte Rybatschi). Die Vogelwarte Rossitten wurde 1924 in die Kaiser-Wilhelm-Gesellschaft aufgenommen und 1946 nach Radolfzell verlegt.
1958 fand auf dem Gelände in Seewiesen die Einweihung des Max-Planck-Instituts für Verhaltensphysiologie unter der Leitung von Erich von Holst und dem späteren Nobelpreisträger Konrad Lorenz statt. 1959 wurde die Vogelwarte Radolfzell dem MPI für Verhaltensphysiologie und damit der Max-Planck-Gesellschaft angegliedert. 1999 schloss das MPI für Verhaltensphysiologie.
Aus der Abteilung von Eberhard Gwinner (Andechs) und Peter Berthold an der Vogelwarte Radolfzell wurde die Forschungsstelle für Ornithologie der Max-Planck-Gesellschaft, die am 14. November 1997 gegründet wurde. Am 19. März 2004 wurde die Forschungsstelle durch Umbenennung zum Max-Planck-Institut für Ornithologie.
Bis Juni 2019 war dem Max-Planck-Institut für Ornithologie ein Teilinstitut in Radolfzell am Bodensee und Konstanz angegliedert mit den Direktoren Martin Wikelski und Iain Couzin. Dann wurde daraus ein eigenständiges Max-Planck-Institut für Verhaltensbiologie.
Im Januar 2022 schloss sich das Max-Planck-Institut für Ornithologie mit dem Max-Planck-Institut für Neurobiologie zum neuen Max-Planck-Institut für biologische Intelligenz (MPI-BI) zusammen. Bis zur offiziellen Gründung wurde das MPI-BI rechtlich durch seine beiden Vorgängerinstitute vertreten.

## Gliederung des Instituts
Das Institut bestand im Jahr 2021 aus zwei Abteilungen sowie sieben Forschungsgruppen und zwei Arbeitsgruppen.
- Abteilung Verhaltensneurobiologie, Manfred Gahr[5]
- Abteilung Verhaltensökologie und evolutionäre Genetik, Bart Kempenaers[6]
- Forschungsgruppe Evolution Sensorischer Systeme, Maude Baldwin[7]
- Forschungsgruppe Kommunikation und Sozialverhalten, Henrik Brumm[8]
- Forschungsgruppe Akustische und Funktionelle Ökologie, Holger Goerlitz[9]
- Forschungsgruppe Evolutionäre Physiologie, Michaela Hau[10]
- Forschungsgruppe Verhaltensgenetik und Evolutionäre Ökologie, Clemens Küpper[11]
- Forschungsgruppe Vogelschlaf, Niels Rattenborg[12]
- Forschungsgruppe Neuronale Grundlagen vokaler Kommunikation, Daniela Vallentin[13]
- Arbeitsgruppe Vergleichende Kognitionsbiologie, Auguste von Bayern[14]
- Arbeitsgruppe Strömungssensorik, Pablo Oteiza[15]

## Windkanal für Vogelzugforschung
Das MPI für Ornithologie verfügte am Standort Seewiesen seit 1999 über einen Windkanal, welcher speziell zur Untersuchung aerodynamischer Aspekte geplant wurde und der es den Forschern ermöglichte, fliegende Tiere in einer Flugkammer zu beobachten und zu dokumentieren. In den ersten Jahren standen vor allem Fragen zum Stoffwechsel im Fokus der Forschung (Herzraten, Flügelschlagfrequenzen, Wasserhaushalt, Fettstoffwechsel etc.). Die Einrichtung bot zusätzliche Infrastruktur für viele andere Arten von Studien. Der Windkanal war auch für externe Wissenschaftler nutzbar; er ist weltweit der zweite, der für Flugversuche mit Vögeln erbaut wurde.

## International Max Planck Research School for Organismal Biology
Am Max-Planck-Institut für Ornithologie wurde 2010 die International Max Planck Research School for Organismal Biology eröffnet, eine International Max Planck Research School zur Ausbildung von Doktoranden in Kooperation mit dem Fachbereich Biologie der Universität Konstanz. Zuletzt war auch  das 2019 gegründete Max-Planck-Institut für Verhaltensbiologie beteiligt.